# Wasyl Nimczenko
Wasyl Iwanowycz Nimczenko (ukr. Василь Іванович Німченко; ur. 13 września 1950) – ukraiński prawnik i polityk. Deputowany do Rady Najwyższej Ukrainy VIII i IX kadencji. Generał pułkownik sprawiedliwości Siły Zbrojnych Ukrainy. Kandydat nauk prawnych.

## Życiorys
W 1976 roku ukończył studia prawnicze na uniwersytecie w Charkowie. Następnie rozpoczął karierę zawodową, w 1979 roku został sędzia kijowskiego sądu miejskiego. W latach 1987–1989 był starszym konsultantem ds. prawnych Rady Najwyższej USRR. W latach 1990–1995 był sędziego Sądu Najwyższego Ukrainy. W 1995 roku został powołany na stanowisko sędziego kolegium wojskowego. W 1996 roku został sędzią Sądu Konstytucyjnego Ukrainy. Funkcję tę pełnił przez okres trzech lat. W 1999 roku uzyskał stopień generała pułkownika sprawiedliwości.
W wyborach parlamentarnych w 2014 oraz 2019 roku uzyskiwał mandat deputowanego do ukraińskiego parlamentu. Od 2014 roku był związany z Blokiem Opozycyjnym. Następnie związał się z Opozycyjną Platformą – Za Życie. Od 2019 roku jest zastępcą przewodniczącego komitetu ds. polityki prawnej Rady Najwyższej Ukrainy.